# Faklen
Faklen var et dansk kulturtidsskrift, der i årene 1996–2001 udkom med 21 numre, redigeret af Rune Engelbreth Larsen (der fra år 2000 også var formand for Minoritetspartiet). Tidsskriftets titel er inspireret af Karl Kraus’ avis Die Fackel, som udkom i årene 1899–1936.
Faklen havde undertitlen "Et stridsskrift for humanister, relativister og erkendelsesterrorister!" og vakte ved sin fremkomst betydelig opsigt,[kilde mangler] bl.a. på grund af sin kontante afvisning af, hvad redaktionen oplevede som en generel højredrejning og dehumanisering i samfundet og en omfattende faglig kritik af den autoriserede bibeloversættelse fra 1992.
Tidsskriftet beskæftigede sig især med tre hovedemner:
- samfundskritik og aktuelle politiske emner (særligt racisme, integration, retssikkerhed og samfundets højredrejning)
- kulturhistorie (bl.a. religionsvidenskab, antikken, bibeloversættelseskritik og feministisk kunst)
- erkendelsesteori (med artikler om fysik, neurologi, virkelighed og videnskabsteori)

Fra starten var Faklen stærkt inspireret af den danske science fiction- og horrorforfatter Erwin Neutzsky-Wulff, der selv bidrog med materiale til flere udgivelser, bl.a. en ny fædrelandssang i debutnummeret. En uoverensstemmelse om bladets ledelse og samarbejdsform medførte dog, at Erwin Neutzsky-Wulff i 1999 trak sig ud af arbejdet omkring Faklen.
Faklen havde på sit højeste et oplag på 5.000 eksemplarer og et par tusinde abonnenter,[kilde mangler] men var i sit sidste år ramt af tilbagegang, og bladet ophørte i 2001. 
Tidsskriftets hjemmeside fungerede 2001–2011 som webtidsskrift og blev i denne periode opdateret omkring en gang om ugen, især med udvalgte kommentarer og artikler af "humanistisk" tilsnit fra aviser eller blogs. I dag fungerer siden primært som arkiv over samtlige artikler i det trykte tidsskrift suppleret med artikler fra årene som webtidsskrift.